# Чон Хён Гук
Чон Хён Гук (кор. 전현국 род. 30 августа 1978) — северокорейский борец вольного стиля, бронзовый призёр чемпионата мира в Будапеште (2005).